# OK Lliga femenina 2015-2016
L'OK Lliga Femenina 2015-16 fou la vuitena edició de la Lliga espanyola d'hoquei sobre patins. Es disputà des del 10 d'octubre de 2015 fins al 14 maig de 2016 i fou organitzada per la Federació Espanyola de Patinatge. Hi participaren catorze equips, amb una majoritària presència dels clubs catalans. Es disputà en format de lligueta a doble volta, amb un total de vint-i-sis jornades.
Es proclamà campió el Club Patí Voltregà, que guanyà el seu cinquè títol de lliga. La jugadora del Club Patí Manlleu, Anna Casarramona, fou escollida MVP de l'OK Lliga, mentre que la jugadora de  l'Hostelcur Gijón HC, Maria Díez, fou la màxima golejadora de la competició amb 46 gols.

## Sistema de competició
La competició es disputà en format de sistema de tots contra tots a doble volta, celebrant-se un partit en camp propi i l'altre en camp contrari, amb un total de vint-i-sis jornades. La classificació final s'establí d'acord amb els punts totals obtinguts per cada equip en finalitzar el campionat. Els equips aconseguiren tres punts per cada partit guanyat, un punt per cada empat i cap punt pels partits perduts. Si en finalitzar el campionat dos equips igualen a punts, els mecanismes per desempatar la classificació són els següents:
1. Qui tingui una major diferència entre gols a favor i en contra segons el resultat dels partits jugats entre ells.
2. Qui tingui la diferència més gran de gols a favor tenint en compte tots els obtinguts i rebuts en el transcurs de la competició.

En finalitzar la temporada, els quatre primers classificats disputaren la Lliga Europea de la temporada següent, mentre que els tres últims descendiren de categoria.

## Clubs participants
- CP Alcorcón
- Club Hoquei Patí Bigues i Riells
- Cerdanyola CH
- Hostelcur Gijón HC
- Citylift Girona CH
- CP Manlleu
- Medicare System Mataró
- Generali HC Palau de Plegamans
- Aqua-Igualada Femení HCP
- CP Las Rozas
- CD Santa Maria del Pilar
- SFERIC Terrassa
- CP Vilanova
- CP Voltregà

## Taula de resultats
| Casa \ Fora              | ALC | BIG | CER | GIJ | GIR | IGU | MAN | MAT | PAL | PIL | ROZ | TER | VIL | VOL |
| ------------------------ | --- | --- | --- | --- | --- | --- | --- | --- | --- | --- | --- | --- | --- | --- |
| CP Alcorcón              | —   |     |     |     |     |     |     |     |     | 2–0 |     |     |     |     |
| CHP Bigues i Riells      |     | —   |     |     |     |     |     |     |     |     |     |     |     | 0–4 |
| Cerdanyola CH            | 2–1 |     | —   |     |     |     | 0–2 |     |     |     |     |     |     |     |
| Hostelcur Gijón HC       |     |     |     | —   |     |     |     |     |     |     | 1–2 |     |     |     |
| Citylift Girona CH       |     |     |     |     | —   |     |     | 0–3 |     |     |     |     |     |     |
| Aqua-Igualada Femení HCP |     |     |     |     |     | —   |     |     | 3–5 |     |     |     |     |     |
| CP Manlleu               |     |     |     |     | 4–0 |     | —   | 6–1 |     |     |     |     |     |     |
| Medicare System Mataró   |     |     |     |     |     | 2–3 |     | —   |     |     |     |     |     |     |
| Generali HC Palau        |     |     |     |     | 3–1 |     |     |     | —   |     |     | 2–3 |     |     |
| CD Santa Maria del Pilar |     | 1–5 | 1–6 |     |     |     |     |     |     | —   |     |     |     |     |
| CP Las Rozas             |     | 3–0 |     |     |     |     |     |     |     |     | —   | 2–0 |     |     |
| SFERIC Terrassa          |     |     |     |     |     |     |     |     |     |     |     | —   | 3–2 |     |
| CP Vilanova              |     |     |     | 3–3 |     | 6–3 |     |     |     |     |     |     | —   |     |
| CP Voltregà              | 6–1 |     |     | 3–3 |     |     |     |     |     |     |     |     |     | —   |

## Classificació
El CP Voltregà es proclamà campió a una jornada per acabar la competició. Finalitzà amb 68 punts i 22 victòries, amb set punts de marge del segon classificat, el CP Manlleu. El campió i el subcampió, juntament amb l'Hostelcur Gijón HC i el Generali HC Palau es classificaren per a disputar la Lliga europea d'hoquei sobre patins de la següent temporada. Descendiren l'Aqua-Igualada Femení HCP i Citylift Girona CH a Lliga Nacional Catalana, i el CD Santa Maria del Pilar a Primera Divisió.
La jugadora del CP Manlleu, Anna Casarramona, fou escollida MVP de l'OK Lliga.
| Pos | Equip                    | PJ | PG | PE | PP | GF  | GC  | DG   | Pts | Classificació o descens                   |
| --- | ------------------------ | -- | -- | -- | -- | --- | --- | ---- | --- | ----------------------------------------- |
| 1   | CP Voltregà              | 26 | 22 | 2  | 2  | 120 | 38  | +82  | 68  | Classificats per la Lliga europea         |
| 2   | CP Manlleu               | 26 | 19 | 4  | 3  | 88  | 41  | +47  | 61  | Classificats per la Lliga europea         |
| 3   | Hostelcur Gijón HC       | 26 | 18 | 4  | 4  | 111 | 55  | +56  | 58  | Classificats per la Lliga europea         |
| 4   | Generali HC Palau        | 26 | 18 | 4  | 4  | 74  | 37  | +37  | 58  | Classificats per la Lliga europea         |
| 5   | CP Vilanova              | 26 | 11 | 6  | 9  | 100 | 86  | +14  | 39  |                                           |
| 6   | CP Las Rozas             | 26 | 10 | 8  | 8  | 46  | 51  | −5   | 38  |                                           |
| 7   | Medicare System Mataró   | 26 | 12 | 1  | 13 | 57  | 73  | −16  | 37  |                                           |
| 8   | SFERIC Terrassa          | 26 | 11 | 3  | 12 | 71  | 64  | +7   | 36  |                                           |
| 9   | CP Alcorcón              | 26 | 10 | 3  | 13 | 49  | 52  | −3   | 33  |                                           |
| 10  | Cerdanyola CH            | 26 | 8  | 3  | 15 | 46  | 61  | −15  | 27  |                                           |
| 11  | CHP Bigues i Riells      | 26 | 8  | 3  | 15 | 49  | 73  | −24  | 27  |                                           |
| 12  | Aqua-Igualada Femení HCP | 26 | 8  | 2  | 16 | 66  | 88  | −22  | 26  | Descendeixen a la Lliga Nacional Catalana |
| 13  | Citylift Girona CH       | 26 | 3  | 4  | 19 | 45  | 95  | −50  | 13  | Descendeixen a la Lliga Nacional Catalana |
| 14  | CD Santa Maria del Pilar | 26 | 0  | 1  | 25 | 25  | 133 | −108 | 1   | Descendeix a Primera Divisió              |

| Campió de l'OK Lliga 2015-16 |
| ---------------------------- |
| CP Voltregà Cinquè títol     |
| MVP                          |
| Anna Casarramona             |

## Estadístiques
| Nota. Jugadores amb més de vint gols |

| Màxima golejadora | Màxima golejadora  | Màxima golejadora | Màxima golejadora |
| Pos.              | Jugadora           | Club              | Gols              |
| ----------------- | ------------------ | ----------------- | ----------------- |
| 1                 | Maria Díez         | Biesca Gijón HC   | 46                |
| 2                 | Natasha Lee        | CP Voltregà       | 39                |
| 3                 | Anna Casarramona   | CP Manlleu        | 30                |
| 4                 | Laia Castro        | Cerdanyola CH     | 27                |
| 5                 | Rocío Ramón        | CP Alcorcón       | 25                |
| 6                 | Carla Fontdeglòria | CH Mataró         | 23                |
| 6                 | Cristina Barceló   | CP Voltregà       | 23                |
| 8                 | Laura Viella       | Girona CH         | 22                |
| 8                 | Francisca Puertas  | SFERIC Terrassa   | 22                |
| 10                | Laura Vall         | CP Vilanova       | 21                |
| 10                | Alba Romaguera     | SFERIC Terrassa   | 21                |